# Mason Thames
Mason Thames, född 10 juli 2007 i Phoenix i Arizona, är en amerikansk skådespelare. Han är mest känd för att spela rollen som Finney Blake i Scott Derricksons skräckfilm The Black Phone, där han bland annat spelar mot Ethan Hawke. Han spelar även rollen som Hicke Hiskelig Halvulk III i live-action-versionen av filmen Draktränaren, där han bland andra spelar mot Nico Parker.

## Filmografi (i urval)

### Filmer
- 2021 – The Black Phone
- 2025 – The Black Phone 2
- 2025 – Draktränaren
- 2025 – Ångrar dig

### TV-serier
- 2019 – For All Mankind (TV-serie)
- 2021–2022 – Walker (TV-serie)